# Roberto Morelos Zaragoza
Roberto Morelos Zaragoza Morales fue un militar mexicano con idealismo villista que participó en la Revolución mexicana. Nació en Monterrey, Nuevo León, el 16 de enero de 1893, siendo hijo del general Ignacio Morelos y de doña Refugio Morales Gómez, y a su vez, hermano del también militar Ignacio Morelos Zaragoza. Desde comienzos de la lucha se adhirió a las filas maderistas, a pesar de lo cual no apoyó al constitucionalismo, por lo que anduvo levantado en armas con Juan Andrew Almazán y Francisco Carrera Torres en contra de Venustiano Carranza. Luego de la Revolución mexicana fue jefe de Colonias Militares en San Luis Potosí, y obtuvo el grado de general brigadier con antigüedad de primero de mayo de 1932.